# Вјерски објекти у Граду Прњавор
У граду Прњавор постоји велики број вјерских објеката. Највише богомоља имају Српска православна црква, Исламска заједница и Римокатоличка црква. За вријеме ратних сукоба кроз вијекове рушене су многе богомоље. Већина њих је обновљена или је њихова обнова у току, али су изграђене и многе нове.

## Српска православна црква

### Манастири
| Ред. бр. | Слика | Назив           | Адреса         | Саграђена | Напомена |
| -------- | ----- | --------------- | -------------- | --------- | -------- |
| 1.       |       | Манастир Ступље | Горњи Вијачани | 14. вијек | [ 1 ]    |

### Списак православних вјерских објеката и мјеста у коме се налазе
| Ред. бр. | Парохија           | Слика | Име православног вјерског објекта                               | Освећен    | Мјесто                                   | Напомена                                 |
| -------- | ------------------ | ----- | --------------------------------------------------------------- | ---------- | ---------------------------------------- | ---------------------------------------- |
| 1.       | Велика Илова       |       | Црква Силаска Светог Духа на апостоле у Великој Илови           | 2000.      | Велика Илова                             | Парохијски храм                          |
| 2.       | Велика Илова       |       | Црква Вазнесења Господњег у Горњој Илови                        | у изградњи | Горња Илова                              | Гробљански храм                          |
| 3.       | Вијачани           |       | Црква Успења Пресвете Богородице у Доњим Вијачанима             | 2004.      | Доњи Вијачани                            | Парохијски храм                          |
| 4.       | Вијачани           |       | Црква Светог цара Константина и царице Јелене у Лишњи           | 2007.      | Лишња, заселак Дудевац                   | Филијални храм                           |
| 5.       | Вијачани           |       | Црква Светог пророка Илије у Горњој Мравици                     | у изградњи | Горња Мравица                            | Филијални храм                           |
| 6.       | Вијачани           |       | Црква Светог великомученика Пантелејмона у Доњим Вијачанима     | 2011.      | Доњи Вијачани,заселак Грич               | Гробљански храм                          |
| 7.       | Вијачани           |       | Црква Свете еликомученице Марине у Доњим Вијачанима             | 2007.      | Доњи Вијачани, заселак Тубаци – Лебурићи | Гробљански храм                          |
| 8.       | Гаљиповци          |       | Црква Светог великомученика Пантелејмона у Гаљиповцима          | 2007.      | Доњи Гаљиповци                           | Парохијски храм                          |
| 9.       | Кокори             |       | Црква Светог пророка Илије у Кокорима                           | 2000.      | Кокори                                   | Парохијски храм                          |
| 10.      | Кокори             |       | Црква Светог архангела Гаврила у Вршанима - Кунарама            | 2012.      | Вршани, засеок Кунаре                    | Филијални храм                           |
| 11.      | Кокори             |       | Црква Светог великомученика Георгија у Вршанима – Јотановићима  | 2014.      | Вршани, засеок Јотановићи                | Филијални храм                           |
| 12.      | Кокори             |       | Црква Покрова Пресвете Богородице у Чивчијама                   | у изградњи | Чивчије                                  | Филијални храм                           |
| 13.      | Кремна - Вучијак   |       | Црква Светог великомученика кнеза Лазара у Вучијаку             | 2000.      | Кремна, засеок Вучијак                   | Парохијски храм                          |
| 14.      | Кремна - Вучијак   |       | Црква Свете великомученице Марине у Кремни                      | 1996.      | Кремна                                   | Филијални храм                           |
| 15.      | Кремна - Вучијак   |       | Црква рођења Пресвете Богородице у Лужанима                     | 2003.      | Лужани                                   | Гробљански храм                          |
| 16.      | Кулаши             |       | Црква Свeтог архангела Гаврила у Кулашима                       | 1997.      | Кулаши                                   | Парохијски храм                          |
| 17.      | Кулаши             |       | Црква Светог Киријака Отшелника у Поповићима                    | 2003.      | Поповићи                                 | Филијални храм                           |
| 18.      | Кулаши             |       | Црква Васкрсења Господњег у Ћућама                              | 1988.      | Кулаши, засеок Ћуће                      | Гробљански храм                          |
| 19.      | Кулаши             |       | Црква Вазнесења Господњег у Горњим Вијачанима – Живковој Страни | 2000.      | Горњи Вијачани, засеок Живкова Страна    | Гробљански храм                          |
| 20.      | Манастир Ступље    |       | Црква Светог архангела Михаила у манастиру Ступље               | 2014.      | Горњи Вијачани                           | Парохијски храм                          |
| 21.      | Манастир Ступље    |       | Црква Свете Тројице у Горњим Вијачанима                         | 2012.      | Горњи Вијачани                           | Филијални храм                           |
| 22.      | Насеобина Лишња    |       | Црква Светог апостола и јеванђелиста Марка у Насеобини Лишња    | 2011.      | Насеобина Лишња                          | Парохијски храм                          |
| 23.      | Насеобина Лишња    |       | Црква Покрова Пресвете Богородице у Отпочиваљки                 |            | Отпочиваљка                              | Филијални храм                           |
| 24.      | Насеобина Лишња    |       | Црква Вазнесења Господњег у Чорлама                             | у изградњи | Чорле, Прњавор                           | Гробљански храм                          |
| 25.      | Насеобина Хрваћани |       | Црква Покрова Пресвете Богородице у Насеобини Хрваћани          | 1988.      | Насеобина Хрваћани                       | Украјинска и руска православна заједница |
| 26.      | Палачковци         |       | Црква Светог Василија Острошког у Горњим Палачковцима           | 1987.      | Горњи Палачковци                         | Парохијски храм                          |
| 27.      | Палачковци         |       | Црква брвнара у Горњим Палачковцима                             | 2000.      | Горњи Палачковци                         | Филијални храм                           |
| 28.      | Палачковци         |       | Црква Светог великомученика Прокопија у Горњим Смртићима        | 1989.      | Горњи Смртићи                            | Гробљански храм                          |
| 29.      | Палачковци         |       | Црква Вазнесења Господњег у Доњим Палачковцима                  | 2012.      | Доњи Палачковци                          | Гробљански храм                          |
| 30.      | Палачковци         |       | Црква Свете великомученице Марине у Доњим Смртићима             | 2014.      | Доњи Смртићи                             | Гробљански храм                          |
| 31.      | Поточани           |       | Црква Свeтог цара Константина и царице Јелене у Поточанима      | 2004.      | Поточани                                 | Парохијски храм                          |
| 32.      | Поточани           |       | Црква Светог великомученика Прокопија у Просјеку                | 1996.      | Просјек                                  | Гробљански храм                          |
| 33.      | Поточани           |       | Црква Вазнесења Господњег у Црквеној                            | 2012.      | Црквена                                  | Гробљански храм                          |
| 34.      | Поточани           |       | Црква Светог апостола и јеванђелиста Луке у Хрваћанима          | 2007.      | Хрваћани, засеок Дрењик                  | Гробљански храм                          |
| 35.      | Прњавор            |       | Црква Светог великомученика Георгија у Прњавору                 | 1988.      | Прњавор                                  | Парохијски храм                          |
| 36.      | Прњавор            |       | Црква Вазнесења Господњег у Грабик Илови                        | 2005.      | Грабик Илова                             | Филијални храм                           |
| 37.      | Слатина – Прњавор  |       | Црква Свете Марије Магдалине у Доњој Мравици                    | 2005.      | Доња Мравица                             | Гробљански храм                          |
| 38.      | Слатина – Прњавор  |       | Црква рођења Пресвете Богородице у Доњој Мравици                | 2006.      | Доња Мравица                             | Гробљански храм                          |
| 39.      | Шибовска           |       | Црква Покров Пресвете Богородице у Шибовској                    | у изградњи | Шибовска                                 | Парохијски храм                          |
| 40.      | Шибовска           |       | Црква Светог оца Николаја у Шибовској                           | 1995.      | Шибовска                                 | Гробљански храм                          |
| 41.      | Шибовска           |       | Црква Светог пророка илије у Доњој Илови                        | 1973.      | Доња Илова                               | Гробљански храм                          |
| 42.      | Шибовска           |       | Црква Светог цара Константина и царице Јелене у Шерег Илови     | 1989.      | Шерег Илова                              | Гробљански храм                          |
| 43.      | Штрпци             |       | Црква Вазнесења Господњег у Горњим Штрпцима                     | 1995.      | Горњи Штрпци                             | Парохијски храм                          |
| 44.      | Штрпци             |       | Црква Свете Тројице у Доњим Штрпцима                            | 2001.      | Доњи Штрпци                              | Филијални храм                           |
| 45.      | Штрпци             |       | Црква Светог Василија Острошког у Горњим Штрпцима               | 2007.      | Горњи Штрпци                             | Гробљански храм                          |
| 46.      | Штрпци             |       | Црква Светог Григорија Богослова у Доњим Штрпцима               | 2004.      | Доњи Штрпци                              | Гробљански храм                          |
| 47.      | Штрпци             |       | Црква Светог поророка Илије у Горњим Штрпцима                   | 2004.      | Горњи Штрпци                             | Гробљански храм                          |

## Исламска заједница
Меџлис Исламске заједнице Прњавор припада Бањалучком муфтилуку и граничи са меџлисима Дервента, Босански Кобаш, Бања Лука и Котор-Варош, обухвата 6 џемата.
| Р.бр. | Слика | Назив                     | Мјесто    | Координате                                              | Напомена                                |
| ----- | ----- | ------------------------- | --------- | ------------------------------------------------------- | --------------------------------------- |
| 1.    |       | Градска џамија у Прњавору | Прњавор   | 44° 52′ 13″ С; 17° 39′ 45″ И / 44.87021° С; 17.66256° И | Национални споменик Босне и Херцеговине |
| 2.    |       | Џамија Бабановци          | Бабановци | 44° С; 17° И / 44.° С; 17.° И                           | [ 3 ]                                   |
| 3.    |       | Џамија Коњуховци          | Коњуховци | 44° С; 17° И / 44.° С; 17.° И                           | [ 3 ]                                   |
| 4.    |       | Џамија Лишња              | Лишња     | 44° С; 17° И / 44.° С; 17.° И                           | [ 3 ]                                   |
| 5.    |       | Џамија Мравица-Гаљиповци  | Мравица   | 44° С; 17° И / 44.° С; 17.° И                           | [ 3 ]                                   |
| 6.    |       | Џамија Пураћи             | Пураћи    | 44° С; 17° И / 44.° С; 17.° И                           | [ 3 ]                                   |

## Католичка црква
| Р. бр. | Слика | Назив                                          | Адреса      | Саграђена | Напомена                                |
| ------ | ----- | ---------------------------------------------- | ----------- | --------- | --------------------------------------- |
| 1.     |       | Жупна црква Св. Анте Падованског у Прњавору    | Прњавор     | 1909.     | Национални споменик Босне и Херцеговине |
| 2.     |       | Црква Светог Ивана Крститеља у Штивору         | Штивор      | 1979.     | Италијанска заједница                   |
| 3.     |       | Kапела Свете Ане у Ралутинцу                   | Ралутинац   | 1986.     | [ 5 ]                                   |
| 4.     |       | Капела Светог Ћирила и Методија у Маћином Брду | Маћино Брдо | 1972.     | Чешка заједница                         |

## Остали вјерски објекти

### Вјерски објекти Украјинаца, гркокатоличке цркве
Најстарија гркокатоличка парохија основана на територији данашње Републике Српске је у Прњавору 1987. године.
| Р. бр. | Слика | Назив                                                         | Адреса                           | Саграђена          | Напомена |
| ------ | ----- | ------------------------------------------------------------- | -------------------------------- | ------------------ | -------- |
| 1.     |       | Црква Преображења Господњег у Прњавору                        | Улица Милоша Кондића 17, Прњавор | Грађена 1998/2002. | [ 7 ]    |
| 2.     |       | Црква Светог великомучника Димитрија, Гајеви, Прњавор         | Гајеви, Прњавор                  | 1934/1935.         | [ 8 ]    |
| 3.     |       | Црква Светих Апостола Петра и Павла, Насеобина Лишња, Прњавор | Насеобина Лишња                  | 1913/1914.         | [ 9 ]    |
| 4.     |       | Капела Светог Јована Богосова у Брезику, Прњавор              | Брезик, Прњавор                  | 1986.              | [ 10 ]   |